# Paraplatytes
Paraplatytes és un gènere monotípic d'arnes de la família Crambidae. Conté només una espècie, Paraplatytes eberti, que es troba a l'Afganistan.